# Jalasangi, Homnabad
Jalasangi là một làng thuộc tehsil Homnabad, huyện Bidar, bang Karnataka, Ấn Độ.